# Joffre (Alberta)
Joffre est un hameau (hamlet) du Comté de Lacombe, situé dans la province canadienne d'Alberta.

## Démographie
En tant que localité désignée dans le recensement de 2011, Joffre a une population de 172 habitants dans 69 de ses 73 logements, soit une variation de 3.6% par rapport à la population de 2006. Avec une superficie de 0,348 2 km2, le hameau possède une densité de population de 493,969 0 hab/km2 en 2011.
Concernant le recensement de 2006, Joffre abritait 166 habitants dans 68 de ses 69 logements. Avec une superficie de 0,348 2 km2, le hameau possédait une densité de population de 476,7 hab/km2 en 2006.